# Boîtier de piles

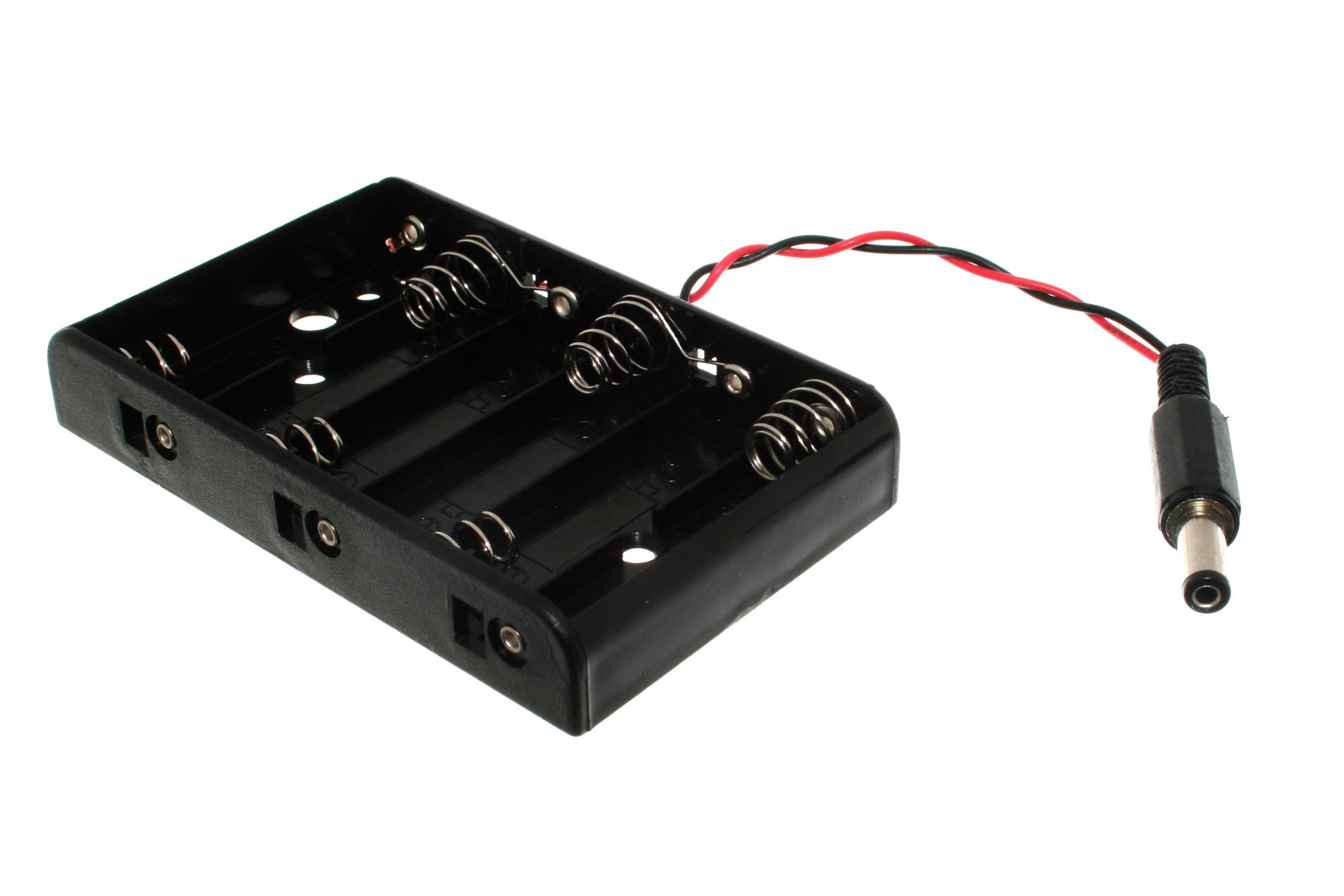
Boîtier pour six piles de format AA.

Un boîtier de piles est un objet comprenant un ou plusieurs compartiments contenant une ou plusieurs piles électriques. Pour les piles sèches, le boîtier doit aussi être en contact électrique avec les terminaux de la pile. Pour les autres, des câbles sont souvent connectés aux terminaux de la pile (par exemple dans les automobiles). 
Un boîtier de piles est généralement en plastique et prend la forme de la pile pour laquelle il est prévu. Il peut avoir un couvercle pour maintenir la pile en place ou la protéger, ou il peut être scellé pour empêcher des dommages sur le circuits et la fuite des composants de la pile.